# Аутосугестија
Аутосугестија је ментални процес путем којег субјект самом себи сугерише да измени нека своја ранија уверења, ставове, вредности, склоности или устаљене обрасце понашања и да усвоји нове. Постоје различите технике аутосугестије како би се побољшало властито здравље, осећање сигурности и самопоштовање.